# 科日瓦河
科日瓦河（羅馬化：Kozhva）是俄羅斯的河流，屬於伯朝拉河的左支流，由科密共和國負責管轄，河道全長194公里，流域面積9,560平方公里，河水主要來自融雪，每年十月至翌年五月結冰。